# چم شته علیا
چم شته علیا، روستایی از توابع بخش فیروزآباد شهرستان سلسله در استان لرستان ایران است. زبان مردم این روستا لکی است.

## جمعیت
این روستا در دهستان قلائی قرار دارد و بر اساس سرشماری مرکز آمار ایران در سال ۱۳۹۵، جمعیت آن ۲۳ نفر بوده که ۱۲ نفر مرد و ۱۱ نفر زن بوده اند. روستای چم شته علیا دارای ۴ خانوار می باشد.